# Tropidococcus pinnatipartitus
Tropidococcus pinnatipartitus là một loài thực vật có hoa trong họ Cẩm quỳ. Loài này được (A. St.-Hil. & Naudin) Krapov. mô tả khoa học đầu tiên năm 2003.